# Dash Parr
Dashiell "Dash" Robert Parr is een fictieve superheld uit de Disney- en Pixarfilm The Incredibles. Hij is de oudste zoon van Mr. Incredible en Elastigirl. Hij kan enorm snel rennen, gelijk aan Marvel Comics' Quicksilver en DC Comics' Flash.

## De film
Dashiell werd geïntroduceerd in de film in de eerste scène na de rechtszaak tegen superhelden. Zijn leeftijd wordt geschat op ergens tussen de 8 en 11, daar hij duidelijk nog op de basisschool zit.
Dashiell kan er niet tegen dat hij zijn superkrachten niet kan gebruiken daar superhelden zich schuil moeten houden. Hij gebruikt zijn bovenmenselijke snelheid vaak voor practical jokes, vooral met zijn minst favoriete leraar, Bernie Kropp. Hij wil graag meedoen aan sporten, maar zijn moeder is hier tegen uit angst dat Dash zich niet in kan houden en zo zal onthullen dat hij superkrachten heeft.
Dash' roekeloze gedrag brengt hem ook vaak in conflict met zijn grote zus, Violet Parr. Hij plaagt haar ook met het feit dat ze verliefd is op Tony Rydinger.
Dash krijgt later in de film van Edna Mode een eigen superheldenkostuum. De laarzen van zijn kostuum zijn van een materiaal dat niet snel slijt en hem niet hindert bij het rennen. Hij en Violet gaan als verstekelingen mee met hun moeder wanneer die naar Syndromes eiland vertrekt om Bob te redden. Wanneer hun vliegtuig wordt neergeschoten, gebruikt Dash zijn supersnelheid om het drietal snel naar het eiland te brengen.
Op het eiland brengen hij en Violet de nacht door in de jungle omdat Helen op zoek gaat naar Bob. Tot Dash' ongenoegen geeft ze Violet de leiding tot haar terugkomst. De volgende dag worden ze betrapt door Syndromes handlangers. Dit leidt tot een achtervolging tussen Dash en een aantal vliegende voertuigen. Dash ontdekt hierbij ook dat hij over water kan rennen, zeer snelle reflexen heeft en razendsnel dreunen kan uitdelen. Hij weet alle voertuigen af te schudden of te vernielen, en keert net op tijd terug om Violet te redden. Daarna bundelen ze hun krachten tot wat in het videospel bekendstaat als "de IncrediBall".
Syndrome vangt echter de hele familie en vertrekt naar Metroville om daar de door hem losgelaten Omnidroid "te verslaan". Wanneer de familie ontsnapt komt Dash met het idee om per raket naar Metroville te gaan.
In Metroville helpt Dash om de afstandsbediening van de Omnidroid in handen te krijgen. Na het verslaan van de Omnidroid en Syndrome kunnen de superhelden weer gaan werken. Dash krijgt eindelijk toestemming om op atletiek te gaan, zolang hij zich inhoudt.

## Gebeurtenissen na de film
In het videospel The Incredibles: Rise of the Underminer is Dash geen bespeelbaar personage daar hij, Helen, Violet, en Jack-Jack al aan het begin van het spel de opdracht krijgen van Bob om de stad te evacueren.
In de korte strip The Incredibles in Holiday Heroes verkent Dash de vulkaan Mount Tiki Toki. Wanneer de vulkaan uitbarst, voorkomt hij samen met Helen dat Frozone bij het doven van de lava uitdroogt.
In de Disney on Ice show Disney Presents Pixar's The Incredibles in a Magic Kingdom Adventure ontmoet Dash o.a. zijn favoriete superheld Buzz Lightyear.

## Krachten
Dash beschikt over bovenmenselijke snelheid en reflexen. Hoe snel hij precies is, is niet bekend, maar als hij wil kan hij zo snel rennen dat hij zelfs niet gefilmd kan worden met een camera. Dit kost blijkbaar erg veel energie daar hij in de achtervolgingsscène op het eiland minder hard rent. Wel is hij ook hier snel genoeg om zelfs over water te rennen zonder dat hij zinkt.

## Persoonlijkheid
Dash is een heethoofd, vertoond hyperactief gedrag, is erg egoïstisch en verveelt zich snel. Hij kan arrogant, roekeloos en impulsief overkomen en houdt van practical jokes. Als het op gevaar aan komt, geeft hij echter veel om zijn familie.
Zijn persoonlijkheid botst vaak met die van Violet.

## Stem
De Amerikaanse stem van Dash in de eerste film en de videogame van de eerste film is Spencer Fox. In de tweede film is de stem Huck Milner. In de Disney videogames is de stem Raymond Ochoa. 
Titus Laeven is de Nederlandse stem van Dash in The Incredibles film. In de Nederlandse games is dit Xavier Werner. Later werd Matheu Hinzen de Nederlandse stem van Dash in Incredibles 2. 